# Полуэктово (Московская область)
Полуэктово — деревня в Рузском районе Московской области России, входит в состав сельского поселения Дороховское. Население 1 человек на 2006 год. До 2006 года Полуэктово входило в состав Старониколаевского сельского округа.
Деревня расположена в центральной части района, в 7 километрах к югу от Рузы, на правом берегу Москва-реки, на западе к Полуэктово примыкает деревня Товарково, высота центра над уровнем моря 191 м.